# Фианга (озеро)
Фиа́нга (фр. Fianga) — озеро в Чаде и Камеруне. Расположено на высоте 323 м над уровнем моря. Получает воду из болот, расположенных на востоке. Каналами соединено с рекой Логон. Фианга — мелководное озеро, его средняя глубина составляет 2—3 м, только в дождливый сезон (в июне-июле) она поднимается до 4 м.
Хозяйственная деятельность заключается в довольно интенсивном рыболовстве и охоте на ламантинов.